# Bhojawaddar
Bhojawaddar (o Bhojavadar) fou un petit estat tributari protegit al districte de Gohilwar (Gohelwar) al Kathiawar, presidència de Bombai, format per només un poble, amb dos truibutaris separats, que pagava un tribut de 55 lliures, de les quals 41 al Gaikowar de Baroda i 14 al nawab de Junagarh.